# María José Lubertino
María José Lubertino Beltrán (Buenos Aires, 13 de octubre de 1959) es una abogada y política feminista argentina.

## Trayectoria
Es abogada, graduada con honores de la Universidad Católica Argentina en 1983.
En 1989 obtuvo una Maestría en Ciencias Sociales con especialización en Ciencia Política (FLACSO). Ejerció como profesora de la Universidad de Buenos Aires (UBA) en la Facultad de Derecho y en el CBC en las cátedras de Principios de Derecho Latinoamericano de la que es titular y en Derechos Humanos y Elementos de Derecho Civil.
En 1996 fue elegida convencional constituyente por la Unión Cívica Radical cuando la Ciudad de Buenos Aires elaboró su Constitución y presentó cuarenta y dos proyectos. Entre 1999 y 2001, durante el gobierno de Fernando De la Rúa por la Alianza fue asesora del Ministerio de Trabajo y coordinadora general del Programa Tercer Sector, de la Jefatura de Gabinete.
En 2003 ocupó una banca como diputada en el Congreso de la Nación como independiente dentro del bloque socialista tras la muerte de Alfredo Bravo. Luego Lubertino se pasó al Frente para la Victoria. En 2005,  Lubertino presentó candidaturas a diputados nacionales y legisladores de la ciudad por su Espacio Abierto ocupando ella misma el primer lugar. En septiembre de 2006, durante la presidencia de Néstor Kirchner, Lubertino fue nombrada en la dirección del Instituto Nacional contra la Discriminación, la Xenofobia y el Racismo (INADI). María José Lubertino presentó en 2013 una denuncia penal contra el ministro de cultura de la Ciudad Hernán Lombardi por haber autorizado el cambio de rubro del Bar Notable Richmond, donde comenzó a funcionar un local de ropa deportiva. Según la denuncia “Lombardi desconoció un amparo judicial con sentencia firme que ponía bajo su responsabilidad el destino de un bar notable, y pasó por arriba las leyes vigentes de protección del patrimonio histórico”. Posteriormente Lubertino presentó una denuncia penal por la demolición del taller y la represión en el Borda contra el jefe de gobierno porteño en la comisaría 28a., próxima al hospital. También involucró a los ministros porteños de Seguridad, de Desarrollo Urbano y de Salud. Lo mismo hizo  el dirigente kirchnerista de Familiares y Amigos de Víctimas de la AMIA, Sergio Burstein. También el Jefe de Gabinete de Cristina Kirchner, Sergio Massa la cuestionó. Como legisladora se reunió con la AMIA como la DAIA y repudiar el antisemitismo. En 2011 fue muy polémica su propuesta de entregar preservativos en las escuelas. En 2012 fue denunciada nuevamente por tweets discriminatorios contra diputados judíos, luego de que en la Cámara de Diputados hubiera habido una votación y hayan decidido, por 55 votos a favor y 3 abstenciones, aprobar una resolución por la cual se instruyó al vicepresidente primero del cuerpo, Ritondo, a elevar la denuncia por discriminación. Lubertino tuvo otros problemas al insultar por segunda vez al rabino Sergio Bergman. En 2012, siendo diputada kirchnerista, Lubertino se mostró opositora a Mauricio Macri del PRO, como forma de protesta por el aumento de las tarifas en los transportes. Lubertino siempre se declaró partidaria de la legalización de la interrupción voluntaria del embarazo.
En 2013 ocupó el puesto 15 en la lista de candidatos a legisladores por el Frente para la Victoria. Entonces le solicitó a Cristina Kirchner volver al INADI.  Lubertino no logró renovar su banca pero logró ser nombrada nuevamente como titular del INADI.
En 2014, fue designada titular del Observatorio de derechos de las personas con discapacidad. Presentó un proyecto de ley para garantizar el cupo laboral para este sector poblacional y compatibilizar el trabajo registrado y la jubilación o pensión no contributiva. En 2015, la lista de Espacio Abierto perteneciente al Frente para la Victoria se volvió a presentar con ella como candidata a legisladora. Lubertino no salió electa y quiso presentarse en las elecciones de 2015 como Jefa de Gobierno de la Ciudad de Buenos Aires con la lista Espacio Abierto por el Frente para la Victoria apoyando a Daniel Scioli, aunque no lo logró En 2021, Lubertino presentó su candidatura como miembro del Superior Tribunal de Justicia de la provincia de Tierra del Fuego pero no resultó elegida. Lubertino se considera feminista.